# Бандура Петро Арсентійович
Петро Арсентійович Бандура (16 жовтня 1883, село Козирщина Катеринославської губернії, тепер Самарівського району Дніпропетровської області — розстріляний 3 листопада 1938, місто Ярославль, тепер Російська Федерація) — радянський діяч, залізничник, голова правління Південної залізниці. Член ВУЦВК.

## Життєпис
Народися в бідній селянській родині. Освіта початкова.
Член РСДРП(б) з 1917 року.
Працював на залізниці.
У 1928—1930 роках — голова правління Південної залізниці в місті Харкові Української СРР.
У листопаді 1930—1935 роках — член правління Китайсько-Східної залізниці в місті Харбіні.
З січня до грудня 1936 року — начальник Московського механічного інституту інженерів залізничного транспорту.
З грудня 1936 до жовтня 1937 року — член лінійного суду Ярославської залізниці.
До березня 1938 року — інструктор служби руху управління Ярославської залізниці.
21 березня 1938 року заарештований органами НКВС. 3 листопада 1938 року Трійкою при УНКВС Ярославської області засуджений до розстрілу, того ж дня розстріляний. 
Посмертно реабілітований 8 жовтня 1970 року.